# Герменсен Балло
Герменсен Балло (англ. Hermensen Ballo; 26 лютого 1971) — індонезійський боксер, призер Азійських ігор.

## Аматорська кар'єра
На Азійських іграх 1994 здобув дві перемоги і програв у півфіналі Мансуето Веласко (Філіппіни), отримавши бронзову медаль в категорії до 48 кг.
На чемпіонаті Азії 1995 програв у другому бою.
На Олімпійських іграх 1996 в категорії до 51 кг здобув перемоги над Гай-Елі Булінгві (Габон) і програв Золтану Лунка (Німеччина).
На Азійських іграх 1998 здобув три перемоги і програв у фіналі Прамуансак Фосуван (Таїланд), ставши срібним призером.
На Олімпійських іграх 2000 програв у першому бою Хосе Наварро (США).